# Paulus Bernheim
Paulus Bernheim OSB (* 7. Mai 1923 in Augsburg; † vor dem 30. April 1943 im KZ Auschwitz) war ein deutscher römisch-katholischer Ordensbruder, Benediktiner und Märtyrer.

## Leben
Wolfgang Bernheims jüdischer Vater Kurt Bernheim (1897–1960) war zusammen mit seinem Bruder Willi Bernheim (1900–1959) Besitzer eines chemischen Großbetriebs in Augsburg-Pfersee. Seine niederländische Mutter ließ sich kurz nach der Geburt von seinem Vater scheiden und kehrte in die Niederlande zurück. Der Vater heiratete 1926 eine Christin und ließ sich (1926) und Sohn Wolfgang (1928) taufen.
Wolfgang besuchte das humanistische  Gymnasium bei St. Stephan in Augsburg, musste es aber als Schüler jüdischer Herkunft am 14. November 1938 verlassen. Die Familie ging ohne ihn in die Schweiz, er möglicherweise in die Niederlande. Am 11. April 1941 trat er in die unmittelbar an der deutschen Grenze gelegene niederländische Benediktinerabtei Vaals (bei Aachen) ein, die fast ausschließlich von Deutschen bewohnt wurde. Er wurde am 1. November 1941 eingekleidet und erhielt den Ordensnamen Paulus.
Als die christlichen Kirchen der Niederlande am 26. Juli 1942 mit einem Hirtenschreiben gegen die Deportation der Juden protestieren wollten, knüpfte Seyß-Inquart die Freistellung der Getauften an die Bedingung, diese Botschaft nicht verlesen zu lassen. Die Niederländisch-Reformierte Kirche kam diesem Ansinnen nach; die meisten anderen Kirchen aber nicht. Der Reichskommissar stellte daraufhin nur die zum Protestantismus konvertierten Juden von Deportationen zurück. Katholiken jüdischer Herkunft blieb eine sehr viel geringere Überlebenschance.
Frater Paulus schlug das Angebot von Freunden zu einer Flucht in die Schweiz aus und wurde am 26. August 1942 in das Durchgangslager Westerbork verbracht. Zwei Tage später begann seine Deportation in das KZ Auschwitz, wo er zu einem nicht bekannten Zeitpunkt vor dem 30. April 1943 umkam.

## Gedenken
Die deutsche Römisch-katholische Kirche hat Paulus Bernheim als Märtyrer aus der Zeit des Nationalsozialismus in das deutsche Martyrologium des 20. Jahrhunderts aufgenommen.